# Тамаржан, Анамария
Анамария Тамаржан (рум. Anamaria Tămârjan, род. 8 мая 1991) — румынская спортивная гимнастка. На Олимпийских играх 2008 года в Пекине в составе команды Румынии стала бронзовой призёркой (в командных соревнованиях).
Также она чемпионка Европы 2008 года в командном первенстве, бронзовая медалистка того же года в вольных упражнениях и серебряная медалистка  чемпионата Европы следующего, 2009 года на бревне.